# Templo de Provo (Utah)
El Templo de Provo es uno de los templos construidos y operados por la Iglesia de Jesucristo de los Santos de los Últimos Días, el número 17 construido por la iglesia y el sexto del estado de Utah, ubicado en la ciudad de Provo. El templo de Provo, así como el Templo de Ogden (ambos con arquitecturas casi idénticas) fueron anunciados a causa de la sobresaturación de visitantes a los templos de Salt Lake City, Manti y Logan donde, para aquel entonces, se celebraban más del 50 % de las ordenanzas SUD entre los 13 templos SUD del mundo. La construcción del templo de Provo puso fin al período de 79 años transcurrido desde la última vez que se construyó un templo en el estado de Utah.
El Templo de Provo fue el sexto templo construido en Utah y el primero en el condado de Utah. El templo es uno de seis que cuentan con un total de seis salones de ordenanzas para acomodar la cantidad de patrones que visitan al templo para su ceremonias eclesiásticas. En la sesión del domingo por la tarde de la Conferencia General de octubre de 2021, Russell M. Nelson anunció que el Templo de Provo Utah se cerraría para su reconstrucción concluida la dedicación del Templo de Orem.

## Historia
Desde la colonización de Provo por pioneros mormones, se apartó una colina al noreste del centro de Provo conocida por los locales como "Temple Hill". Sin embargo, en lugar de un templo, el edificio Maeser fue construido en la colina en el año 1911 como parte del campus de la Universidad Brigham Young (BYU). Para el templo, se eligió un bloque de propiedad de 17 acres (69,000 m²) en la base de Rock Canyon y a poca distancia del "Temple Hill" original. En el folcór mormón, el segundo presidente de la Iglesia, Brigham Young habría visitado Provo en numerosas ocasiones y predijo que se construiría un templo en un banco de tierra al noreste de la ciudad. También habría predicho que una línea de ferrocarril iría hacia el oeste desde Ogden, a través del Gran Lago Salado.

## Diseño
El contrato se concedió al arquitecto Emil B. Fetzer, informándole la Primera Presidencia SUD de que, aunque los nuevos templos debían acomodar un gran número de personas, los costos debían mantenerse en cantidades razonables. Los templos no debían ser tan grandes o tan caros como los de Oakland y Los Ángeles, pero tampoco debían confundirse con los templos más pequeños y de capacidad limitada, como los construidos en Nueva Zelanda, Suiza e Inglaterra. El anuncio vino a pocas semanas que se aprobara la producción de un video que transmitiría la sesión de la investidura en un solo salón en vez de hacer que los usuarios cambien de salones durante el programa. Ello afectó el diseño del templo, para que hubiesen varios salones que permitieran el mayor número de participantes con el inicio de cada sesión de la investidura con 20 minutos de separación. Una vez que el diseño fue presentado a los líderes de la iglesia SUD, estos decidieron usar el mismo diseño para los dos templos anunciados, Provo y Ogden, de ahí que ambos templos sean tan semejantes, en el exterior como el interior.
El Templo de Provo marcó un cambio de diseño revivalista a uno modernista en la iglesia de Utah. Fue diseñado al mismo tiempo que el Templo de Ogden para abordar el hacinamiento en los templos de Salt Lake City, Logan y Manti. El sitio de 17 acres (6,9 ha) para el nuevo templo fue ubicado en la desembocadura de Rock Canyon, que proporciona un telón de fondo montañoso.
El plano original del templo de Provo indica algunas de los mismos salones que eran parte del plano del templo de Manti a pesar de la diferencia de casi cien años en la construcción de ambos templos. Las diversas salas utilizadas para la investidura en el templo de Manti se han simplificado a salones de ordenanzas en el templo de Provo. En lugar de moverse de un salón a otro, como se describe en el plano del templo de Manti, los planos del templo de Provo indicam que los usuarios recibirían su investidura en un salón de ordenanzas y luego participarían en una sola transición al salón Celestial.

## Anuncio
Inicialmente, por razón de la extremada actividad del templo de Salt Lake City, las autoridades generales de la iglesia SUD consideraron ampliar los templos ya existentes en los alrededores de la capital de Utah. Sin embargo, las remodelaciones necesarias para acomodar a tantos usuarios no rendían en términos de costos. Finalmente, pese a las necesidades de templos en otras regiones del mundo, se decidió que un templo en Provo y en Ogden servirían a una mayor cantidad de fieles. El anuncio del Templo de Provo Utah y el Templo de Ogden Utah fue motivado por una estadística calculada a mediados de los años 1960 que más de la mitad de toda la obra de ordenanzas eclesiásticas se realizaron en tres templos: el Templo de Logan, el Templo de Manti y el Templo de Salt Lake City. 
Los planes para la construcción del templo en Provo, en el centro norte del estado de Utah, se anunciaron el 14 de agosto de 1967. Fue la primera vez en la historia de la iglesia SUD que se anunciaron la construcción de dos templos al mismo tiempo. Tras el anuncio público, la iglesia en ese país buscó un terreno adecuado, decidiendo construir el templo en un terreno que la iglesia ya poseía a orilla de las montañas del este de la ciudad que y había sido llamado por los pobladores la «colina del templo» (del inglés Temple Hill) desde fines del siglo XIX. La ceremonia de la primera palada tuvo lugar el 15 de septiembre de 1969, una semana después del templo de Ogden, presidida por el apóstol mormón Hugh B. Brown. Exactamente un mes después, el 15 de octubre de 1969, comenzó la protesta consecuente de los Black Fourteen, catorce atletas, cuando Willie Black, presidente de la Black Student Alliance en la Universidad de Wyoming, propuso una protesta contra la Universidad Brigham Young y la "política racial" de la Iglesia SUD.

## Construcción
El edificio es de aproximadamente 130 000 pies cuadrados (1 207 739 dm²), consta de una base cuadrada de un solo piso, sobre el cual se asienta un anillo de vidrio circular y un volumen rectangular de dos pisos con esquinas redondeadas. El exterior es de concreto prefabricado, rejillas de aluminio anodizado en oro y paneles de vidrio de bronce. La aguja escalonada tenía un acabado original en oro y aluminio anodizado, pero luego se pintó de blanco con la adición en 2003 de la estatua dorada de Moroni. El drama visual de la estructura superior recuerda la Corona de Espinas, articulada en finas astillas de vidrio y hormigón con arcos en bajorrelieve. El volumen superior y la aguja reflejan la verticalidad de las montañas en el fondo posterior del templo. La fachada de entrada tiene tres grupos idénticos de ventanas, cada una con seis ventanas con hendiduras de piso a techo que evocan arcos apuntados pero están truncados por el voladizo de concreto, que enfatiza el uso de materiales modernos y cambios en las técnicas de construcción.
En el templo de Provo, los arcos apuntados en el pináculo son una versión moderna estilizada de un arco gótico tradicional que se repite sutilmente en la aguja. El diseño original del Templo de Provo incluía una estatua de Moroni con hojas de oro sobre una chapitel de color dorado. La estatua finalmente fue eliminada del diseño, aunque se agregó una más de 31 años después de su primera dedicación como parte de un proyecto de renovación en 2003 que también cambió el color de la aguja de oro a blanco.

## Dedicación
El templo SUD de la ciudad de Provo fue dedicado para sus actividades eclesiásticas en seis sesiones, el 9 de febrero de 1972, por el entonces presidente de la iglesia SUD Joseph Fielding Smith. Con anterioridad a ello, del 10 al 29 de enero de 1972, la iglesia permitió un recorrido público de las instalaciones al que asistieron más de 246 mil visitantes. Más de 70.000 miembros de la iglesia e invitados asistieron a la ceremonia de dedicación, que incluye una oración dedicatoria. Las ceremonias se celebraron en el «salón celestial» y fueron difundidas mediante circuito cerrado de televisión a otros lugares dentro del templo y en varios puntos del campus de la Universidad de Brigham Young. 
El templo de Provo atiende a más de 135 mil miembros que viven en el área, incluyendo los estudiantes de la Universidad de Brigham Young y los misioneros que están siendo adiestrados en el Centro de Capacitación Misional de Provo, así como a fieles que viven en Goshen, Heber City, Mapleton, Midway, Orem y otras comunidades del Condado de Utah, Payson, Salem y Santaquin.

## Características

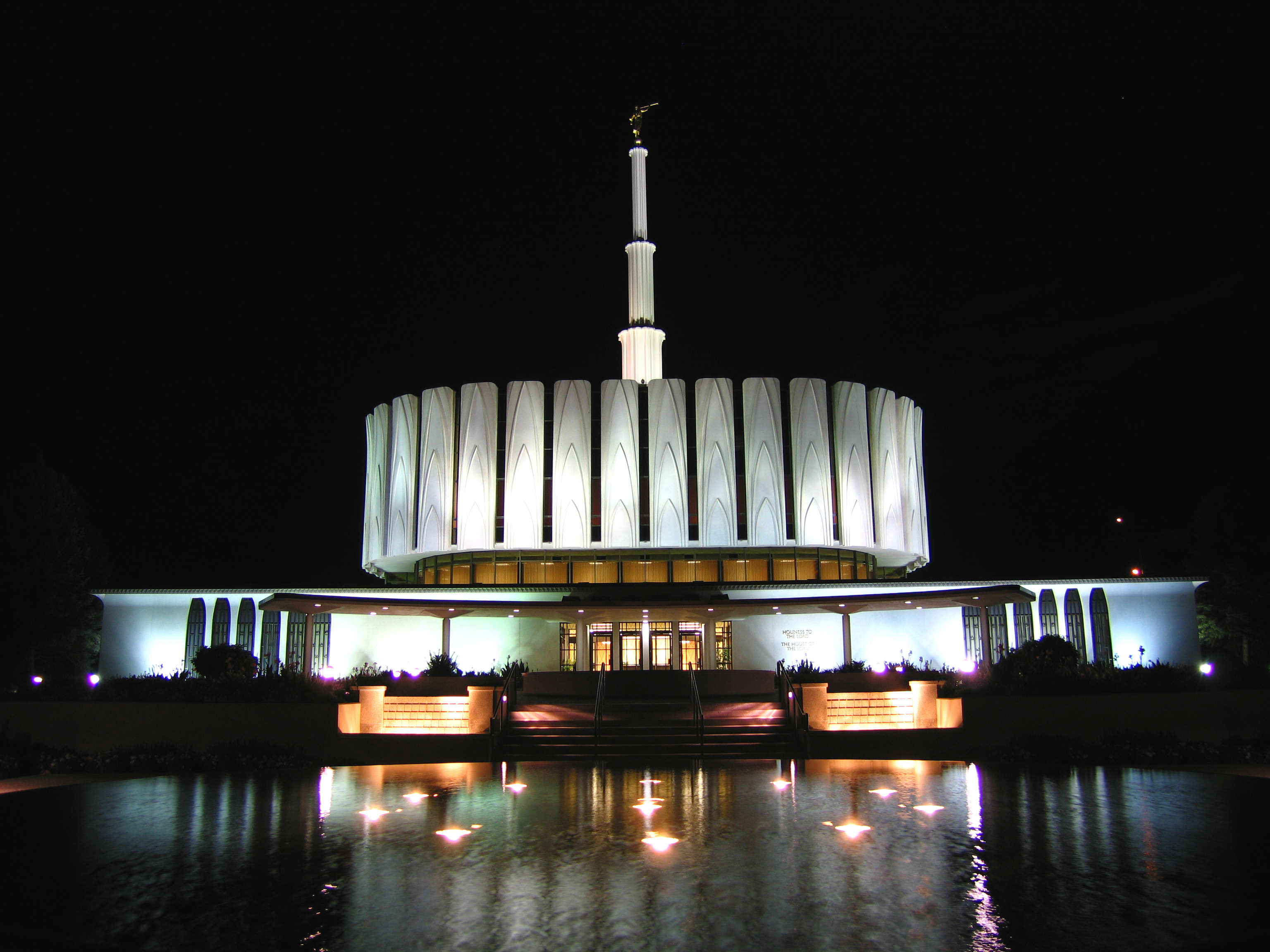
Templo de Provo y su fuente vistos de noche.

El templo de Provo está ubicado en una manzana del noreste de la ciudad, en las faldas del Cañón Rock Canyon, un terreno de 7,9 hectáreas decorados con cascadas y numerosas flores, arbustos y árboles. El templo tiene un total de 11.922 metros cuadrados de construcción, contando con seis salones para las ordenanzas SUD y once salones de sellamientos matrimoniales. Enfrente del templo se encuentra el Centro de Capacitación Misional (conocido por sus siglas en inglés MTC), donde miles de jóvenes misioneros SUD cada año residen preparándose para el comienzo de su servicio misionero alrededor del mundo. Los dormitorios y el campus de la Universidad de Brigham Young (BYU) colindan con el MTC, dos cuadras al suroeste del terreno del templo.
El templo está revestido de piedra artificial blanca; con parrillas de aluminio anodizado con oro y un pináculo único de color blanco sobre el cual se asienta una estatua del ángel Moroni.
Solo el templo de Provo y otros tres templos (Ogden, Jordan River y Washington D. C.) tienen seis salones de ordenanzas, haciendo así posible comenzar una sesión de investidura cada 20 minutos.
A una distancia de 3,8 kilómetros (2,4 mi) del templo del centro de la ciudad de Provo, son los dos templos más cercanos uno del otro a nivel mundial. El templo de Orem fue anunciado a ser construido a 6,7 kilómetros (4,2 mi) del templo de Provo, entre los cinco templos más cercanos uno del otro.